# غاما غلوبولين

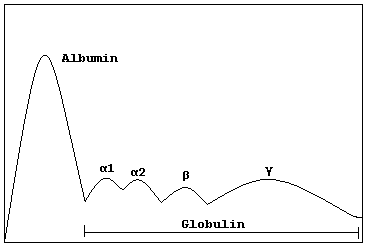

غاما غلوبيولين  أو غاما غلوبولين (بالإنجليزية: Gamma globulin)‏ هي مصدر من مصادر الأجسام المضادة وعند دخول الفيروسات الجسم تنتفخ العقد اللمفاوية وسبب ذلك هو إنتاج الأجسام المضادة فنلاحظ ارتفاع منحنى غاما غلوبيولينات.
وهناك مرض نادر قد يسبب فقدان هذا المصدر اسمه فقد غاما غلوبولين الدم (بالإنجليزية: agammaglobulinemia)‏ الذي يعمل على فقدان الجسم القدرة على إنتاج الأجسام المضادة.